# Такуари (футбольный клуб)
«Такуа́ри» (исп. Tacuary Foot Ball Club) — парагвайский футбольный клуб из города Асунсьон. В настоящий момент выступает в Примере Парагвая.

## История
Клуб основан в 1923 году, в 2002 впервые вышел в Примеру, в которой выступает и по сей день. Домашние матчи проводит на стадионе «Роберто Беттега», вмещающем 15 000 зрителей. С начала XXI века «Такуари» стал одним из лидеров парагвайского футбола, и хотя он никогда не побеждал в чемпионате Парагвая, но дважды выступал в Кубке Либертадорес и один раз — в южноамериканском кубке, однако во всех случаях не проходил дальше первого раунда.
В 2010-е годы результаты команды пошли на спад. По итогам 2012 года «Такуари» занял предпоследнее место в Примере и вылетел во Второй дивизион. Вернулся в элиту в 2022 году.

## Достижения
- Третье место в Высшем дивизионе чемпионата Парагвая (2): 2004, 2006
- Победитель Лигильи Парагвая за место в Кубке Либертадорес (1): 2006
- Победитель второго дивизиона Парагвая (1): 2002
- Победитель третьего дивизиона Парагвая (4): 1953, 1961, 1983, 1999

## Участие в южноамериканских кубках
- Кубок Либертадорес (2):
  - Предварительный раунд — 2005
  - Предварительный раунд — 2007
- Южноамериканский кубок (1):
  - Первый раунд — 2007